# G̈
Cette page contient des caractères spéciaux ou non latins. S’ils s’affichent mal (▯, ?, etc.), consultez la page d’aide Unicode.
G̈ (minuscule : g̈), ou G tréma, est un graphème utilisé comme lettre latine additionnelle dans la romanisation ALA-LC du sindhi et dans l’écriture du nawdm. Elle est formée de la lettre G diacritée d’un tréma suscrit. 

## Utilisation
En nawdm, g tréma ‹ g̈ › est utilisé pour distinguer la suite des deux consonnes g et w, écrit ‹ g̈w ›, de la consonne occlusive vélaire labialisée voisée écrite ‹ gw ›, ou encore pour distinguer la suite des consonnes g et b, écrit ‹ g̈b ›, de la consonne occlusive labiale-vélaire voisée, écrite ‹ gb ›.
Dans la romanisation ALA-LC du sindhi, ‹ g̈ › translittère la lettre goua’ ‹ ڳ › de l’alphabet arabe et le g̈a ‹ ॻ › de la devanagari, représentant une consonne occlusive injective vélaire [ɠ].

## Représentations informatiques
Le G tréma peut être représenté avec les caractères Unicode suivants :
- décomposé (latin de base, diacritiques) :

| Formes    | Représentations | Chaînes de caractères | Points de code | Descriptions                                |
| --------- | --------------- | --------------------- | -------------- | ------------------------------------------- |
| capitale  | G̈               | G◌̈                    | U+0047 U+0308  | lettre majuscule latine g diacritique tréma |
| minuscule | g̈               | g◌̈                    | U+0067 U+0308  | lettre minuscule latine g diacritique tréma |